# Dynamite Entertainment
Dynamite Entertainment è una casa editrice di fumetti statunitense fondata nel 2004 da Nick Barrucci. 
Conta un catalogo di oltre 3000 personaggi, la maggior parte appartenuti a grandi editori del passato come Warren Publishing, Harris Publications, Charlton Comics e Chaos Comics. Tra questi Vampirella, The Shadow, Evil Ernie, Green Hornet, Chastity, Red Sonja e Peter Cannon: Thunderbolt. Nel corso della sua storia editoriale hanno lavorato per essa autori come Kevin Smith, Alex Ross, John Cassaday, Garth Ennis, Jae Lee, Marc Guggenheim, Mike Carey, Jim Krueger, Greg Pak, Brett Matthews, Mark Russell e Matt Wagner.
L'editore è specializzato in prodotti su licenza, ed è noto per i numerosi adattamenti di famosi franchise televisivi (Xena: Warrior Princess, Battlestar Galactica), cinematografici (L'armata delle tenebre, Terminator, RoboCop), ma anche letterari e di pubblico dominio come Zorro, Dracula, Sherlock Holmes, Alice nel Paese delle Meraviglie, Tarzan e John Carter di Marte. Può comunque vantare una serie di proprietà intellettuali ex-novo di successo, come The Boys di Garth Ennis e Darick Robertson.
I suoi fumetti vengono distribuiti da Dynamic Forces, che dal 2008 ha instaurato una partnership con Diamond Comic Distributors, che si occupa di distribuire i fumetti Dynamite a livello internazionale.